# Borne Sogn
Borne Sogn  (på tysk Kirchspiel Boren) er et sogn i det sydlige Angel i Sydslesvig, tidligere i Slis Herred (Gottorp Amt), nu Borne Kommune i Slesvig-Flensborg Kreds i delstaten Slesvig-Holsten.
I Borne Sogn findes flg. stednavne:
- Affergynt (Affegünt)
- Albrovad
- Bognæs (Boknis) ved Slien med Bognæs Færgehus
- Borne
- Bornemark
- Bremsvad (Bremswatt)
- Bækhus[1] (Bekhaus)
- Dytnæs (også Dyttenæs, Düttnis)
- Faartoft (Fahrtoft)
- Egenæs (delt i Nørre og Sønder Balle)
- Guderød (også Gyderød, Güderott)
- Guderødmark (også Gyderødmark)
- Grabølvad (Grabbelwatt)
- Gaardvang (Lindau-Gaarwang)
- Hegnholt (også Hegeholt, Hegeholz)
- Hyrød (Hürye)
- Kalvtoft (Kaltoft)
- Kamp (Lindaukamp)
- Ketelsby (også Ketilsby)
- Kisby
- Knobberdam
- Lille Borne (Kleinboren)
- Lille Næs
- Lindå (også Lindaa, Lindau)
- Lindå Nor ( Lindau Noor el. Lindauer Noor)
- Lindånæs (Lindaunis) med kongeligt fiskerhus
- Lindå Mølle
- Mølleskov (Mühlenholz)
- Paverød (Pageroe)
- Poppenfelt (Papenefeld)
- Poltlykke[2]
- Rebjerg (også Renbjerg, Rehberg)
- Skelkær [3]
- Store Næs
- Tyrnæs
- Ulvekule (Uhlekuhl)
- Vadløkke
- Vridam el. Vridom (Wrium)
- Aageby (også kaldt Borne Aageby eller Øster Aageby for at skelne byen fra (Vester) Aageby i Torsted Sogn)